# Aridefferia arida
Aridefferia arida là một loài ruồi trong họ Asilidae. Aridefferia arida được Williston miêu tả năm 1893. Loài này phân bố ở vùng Tân Bắc giới.